# Windows Server 2012
Windows Server 2012 е операционна система за сървъри, разработвана от Microsoft. Windows Server 2012 съществува само в 64-битова версия. Новото е в новия т.нар. Metro интерфейс. Компонентът за управление на активните програми и ресурсите на компютъра Task Manager е значително подобрен. Стандартния интерфейс на Windows Explorer е заменен с Ribbon интерфейса, познат от Microsoft Office и някои вградени приложения на предни операционни системи (например Microsoft Paint). За разлика от Windows 8, Windows Store не е наличен за операционната система, но може да бъде добавен чрез функцията Windows Features.